# 배상 세포
배상 세포(杯狀細胞) 또는 술잔세포(영어: goblet cell)는 뮤신 MUC5AC와 같은 겔 형성 뮤신을 분비하는 단순한 원주상피 세포이다. 배상 세포는 주로 소포를 관으로 분비하는 메로크린(merocrine) 분비 방법을 사용하지만 스트레스를 받을 때 분비물을 싹트게 하는 아포크린 방법을 사용할 수도 있다. 배상이라는 용어는 세포의 배상과 같은 모양을 나타낸다. 이 세포의 정점 부분이 풍부한 점액을 함유한 과립에 의해 팽창하기 때문에 컵 모양을 띠기에 그런 이름이 붙었다. 그러나 이 세포의 기초 부분에는 이러한 과립이 없기에 줄기 모양이다.
배상 세포는 세포의 기저부에 집중된 핵 및 기타 소기관과 정점 표면에 점액을 함유하는 분비 과립으로 고도로 분극화되어 있다. 정점 원형질막은 분비를 위한 증가된 표면적을 제공하기 위해 짧은 미세 융모를 돌출시킨다.
배상 세포는 일반적으로 호흡기, 생식 기관 및 위장에서 발견되며 다른 원주 세포로 둘러싸여 있다. 호흡기 상피에 있는 기도 기저 세포의 배상 세포로의 편향된 분화(화생)는 만성 기관지염 및 천식을 비롯한 많은 호흡기 질환에서 볼 수 있는 점액 과분비로 알려진 과도한 점액 생성에서 중요한 역할을 한다.

## 구조
배상 세포는 장 및 호흡 기관 과 같은 기관의 상피 내벽 사이에 흩어져 있다. 그들은 기관, 기관지 및 호흡기관의 더 큰 세기관지, 소장, 대장 및 위 눈꺼풀의 결막 내부에서 발견된다. 결막에서 배상 세포는 눈물의 뮤신 공급원이며 안구 표면에 다양한 유형의 뮤신을 분비하기도 한다. 눈물샘에서 점액은 대신 포상 세포에 의해 합성된다.

### 미세해부학
배상 세포는 높이가 너비의 4배인 단순한 원주 상피 세포이다. 배상 세포의 세포질은 과립과 핵 사이에 있는 골지체를 따라 세포의 정점 표면 근처에 축적되는 큰 점액 과립에 의해 세포체의 기저 말단을 향해 변위되는 경향이 있다. 이것은 핵 내의 핵산 때문에 세포의 기저 부분에 호염기성 염색을 하고 헤마톡실린으로 거친 소포체 염색을 한다. 과립 내의 뮤신은 일상적인 조직학 섹션에서 창백하게 염색되는데, 이는 주로 이러한 탄수화물이 풍부한 단백질이 현미경 샘플을 준비할 때 씻겨 나가기 때문이다. 그러나 PAS 염색법으로 쉽게 염색되며, 이때의 색은 마젠타이다.
mucicarmine 얼룩에서 짙은 적색 점액은 배상 세포체에서 발견된다. 아래의 사진은 배상 세포의 예시이다.

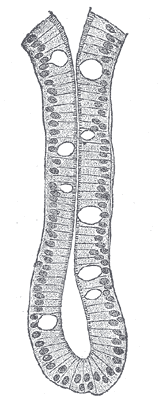
배상 세포가 보이는 인간의 장에서 나온 장샘
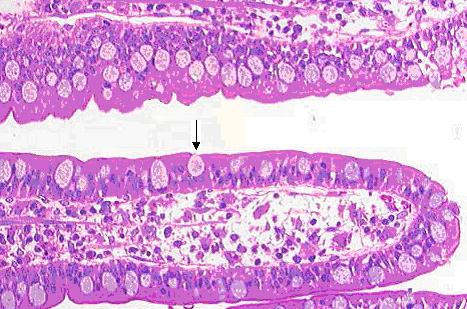
회장의 배상 세포
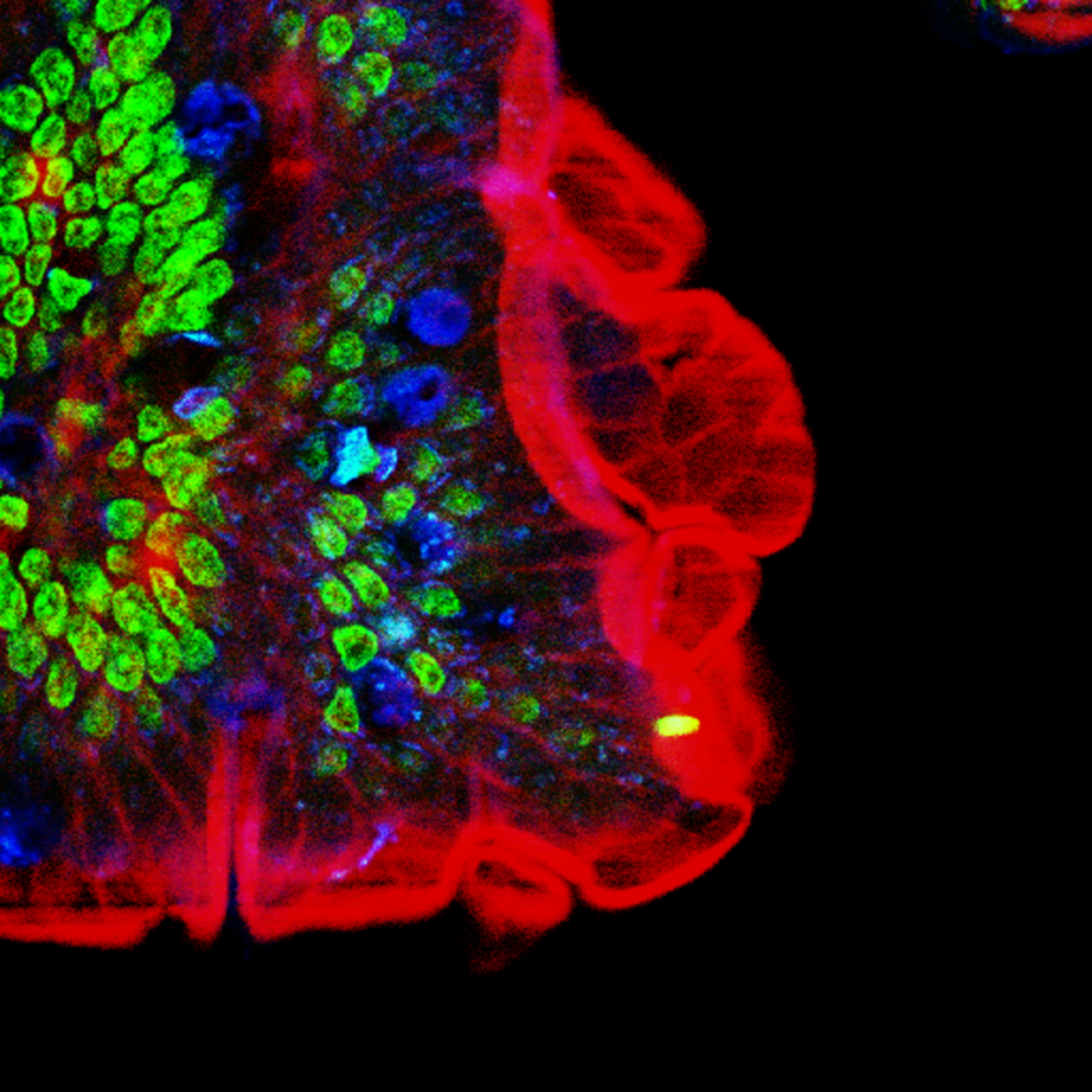
쥐의 장 단면, 파란색은 배상 세포 점액
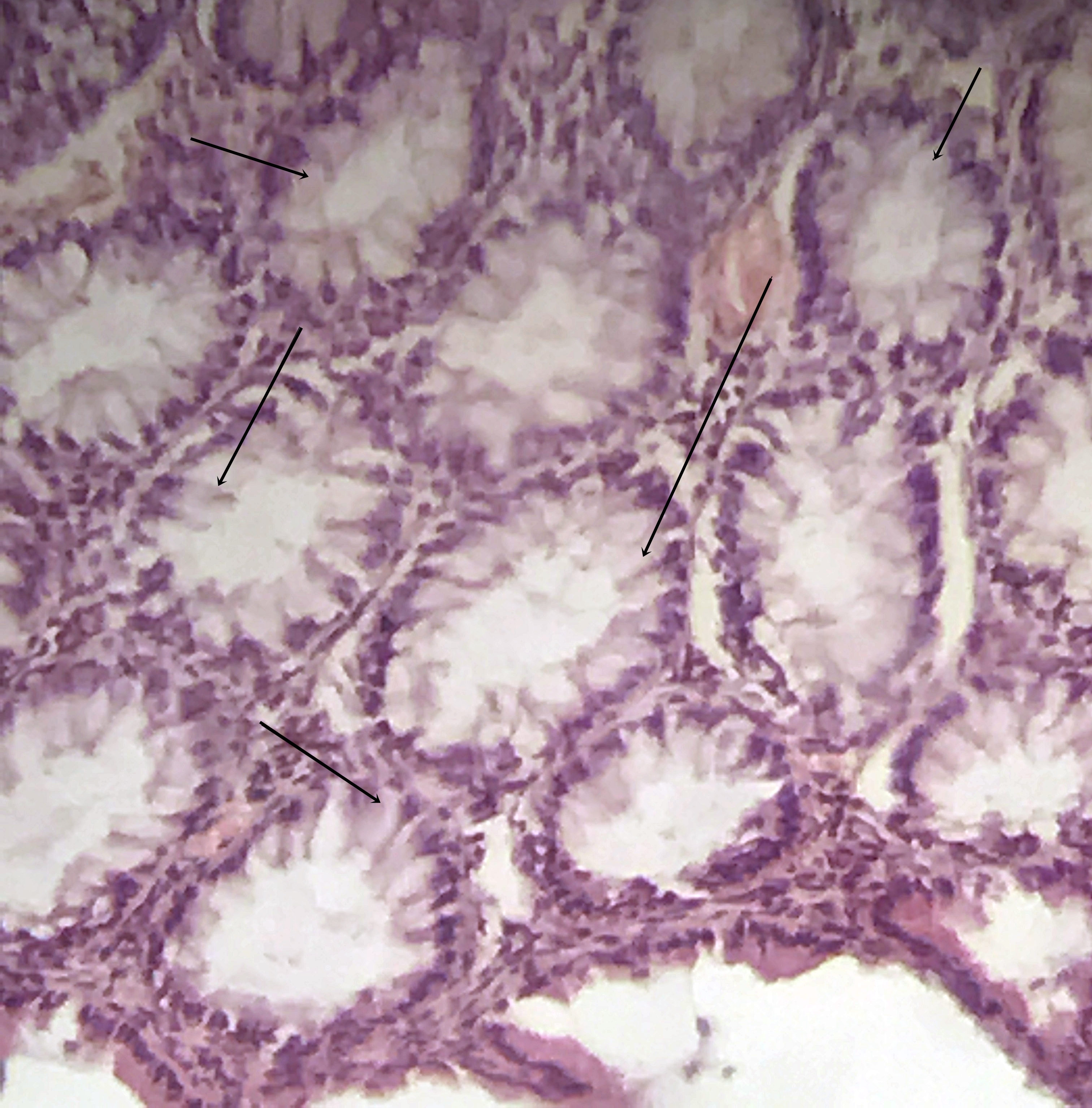
대장의 배상 세포

## 기능
배상 세포의 주요 역할은 점액이 있는 점막을 보호하기 위해 점액을 분비하는 것이다. 배상 세포는 주로 탄수화물에 의해 형성되는 큰 당단백질인 뮤신을 분비하여 이를 수행한다. 뮤신의 젤 같은 특성은 상대적으로 많은 양의 물을 끌어당기는 글리칸(결합된 탄수화물)에 의해 제공된다. 인간 장의 내부 표면에는 200μm 두께의 층(다른 동물에서는 더 적음)을 형성하여 장기 벽을 윤활하고 보호한다.
독특한 형태의 뮤신은 다양한 기관에서 생성된다. MUC2는 장에서 널리 퍼져 있는 반면, MUC5AC 및 MUC5B는 사람의 기도에서 발견되는 주요 형태이다. 기도에서 점액은 점액 섬모 청소라고 하는 과정에서 호흡기 상피의 섬모에 의해 휩쓸려 폐에서 인두로 추진되어 기도에서 파편과 병원체를 제거한다. MUC5AC는 알레르기성 폐 염증에서 과발현된다.
뮤신은 기존의 점액층을 수리하고 교체하기 위해 배상 세포에서 지속적으로 생성 및 분비된다. 뮤신은 장기의 내강으로 방출되기 전에 배상 세포 내부의 과립에 저장된다. 뮤신은 기도에서 조절된 분비를 통해 발생할 수 있다. 특히 기도에서 먼지와 연기와 같은 자극 물질에 의해 분비가 자극될 수 있다. 다른 자극은 바이러스 및 박테리아와 같은 미생물이 될 수도 있다.
배상 세포 수의 이상은 점액 분비의 변화와 관련이 있으며, 이는 점액 과분비로 인한 기도 막힘 및 궁극적인 폐 기능 상실과 같은 천식 환자에서 볼 수 있는 많은 이상을 초래할 수 있다. MUC5AC 단독의 과발현은 천식 환자에서 나타나는 병태생리를 초래하지 않는다. 섬모나 기침 작용으로 제거할 수 없는 과도한 두꺼운 점액이 빠르게 형성되는 것은 기도 협착과 더불어 기도 막힘을 유발한다. 치료하지 않으면 건강에 해로울 수 있다.
점액을 분비하는 다른 세포(예: 위의 foveolar cell)들이 있지만, 이들은 조직학적으로 배상 세포와 구별된다.

### 경구 내성의 역할
경구 내성은 식품의 펩타이드가 장을 통해 혈류로 전달될 수 있고 이론적으로 면역 반응을 유발할 수 있기 때문에 면역계가 식품에서 유래한 항원에 반응하는 것을 방지하는 과정이다. 2012년 네이처에 발표된 한 논문은 경구 내성이 작동하는 동안 약간의 빛을 내고 그 과정에서 배상 세포가 일정 역할을 한다는 것을 암시했다.그리고 본 논문에서는 배상 세포가 항원을 이들 CD103+ 수지상 세포(CD103을 발현하는 고유판의 수지상 세포)에게로 이동시켜 경구 내성을 유도하는 역할을 하는 것도 주장한다(잠재적으로 조절 T 세포의 분화를 유도함으로써).

## 임상적 중요성

### 알레르기성 천식
알레르기성 천식 환자에서 보이는 과도한 점액 생성은 배상 세포의 화생이다. 기도 상피 세포가 점액 생산 배상 세포로 분화하기 때문이다. 이 세포는 두꺼운 점액 MUC5AC 및 MUC5B를 생성하여 기도를 막아 천식의 특징적인 기류 폐쇄를 유발한다.
알레르기성 천식에서 배상 세포 화생은 사이토카인 IL-13의 작용 때문이다. IL-13은 IL-4Rα 수용체에 결합하여 STAT6 신호전달 반응을 시작한다. IL-13의 결합은 IL-4Rα에서 티로신 배상기의 인산화를 유발한다. 이것은 STAT6 단량체를 결합시키고, 인산화시킨 뒤, 수용체를 떠나 세포질에서 STAT6 동종이량체를 형성하도록 한다. 그런 다음 이 동종이량체는 핵으로 들어가 DNA의 조절 요소에 결합하여 점액 생산에 관여하는 특정 유전자의 전사에 영향을 준다.
IL-13에 의한 STAT6 신호전달의 유도는 불포화 지방산의 분해에 관여하는 효소인 15- 리폭시게나제(1LO-1)의 발현을 증가시킨다. 15-리폭시게나아제는 인지질에 결합하여 작용하여 히드로퍼옥시 및 에폭시 대사산물을 생성한다. 그러한 대사 산물 중 하나인 15-하이드록시에이코사테트라노산(15-HETE)은 세포 내로 방출되어 인지질 성분인 포스파티딜에탄올아민과 결합한다. 15-HETE-PE는 mucin MUC5AC의 발현을 유도한다.

### 배상 세포 카르시노이드
배상 세포 카르시노이드는 배상 세포와 신경내분비 세포의 과도한 증식으로 인해 형성되는 희귀 종양의 한 종류이다. 이들 종양의 대부분은 충수에서 발생하며 훨씬 더 흔한 급성 맹장염과 유사한 증상을 나타낼 수 있다. 국부적인 배상세포 종양의 주된 치료는 충수를 제거하는 것이며 때로는 오른쪽 반구의 제거도 포함한다. 파종성 종양은 수술 외에 화학요법 치료가 필요할 수 있다.

### 화생

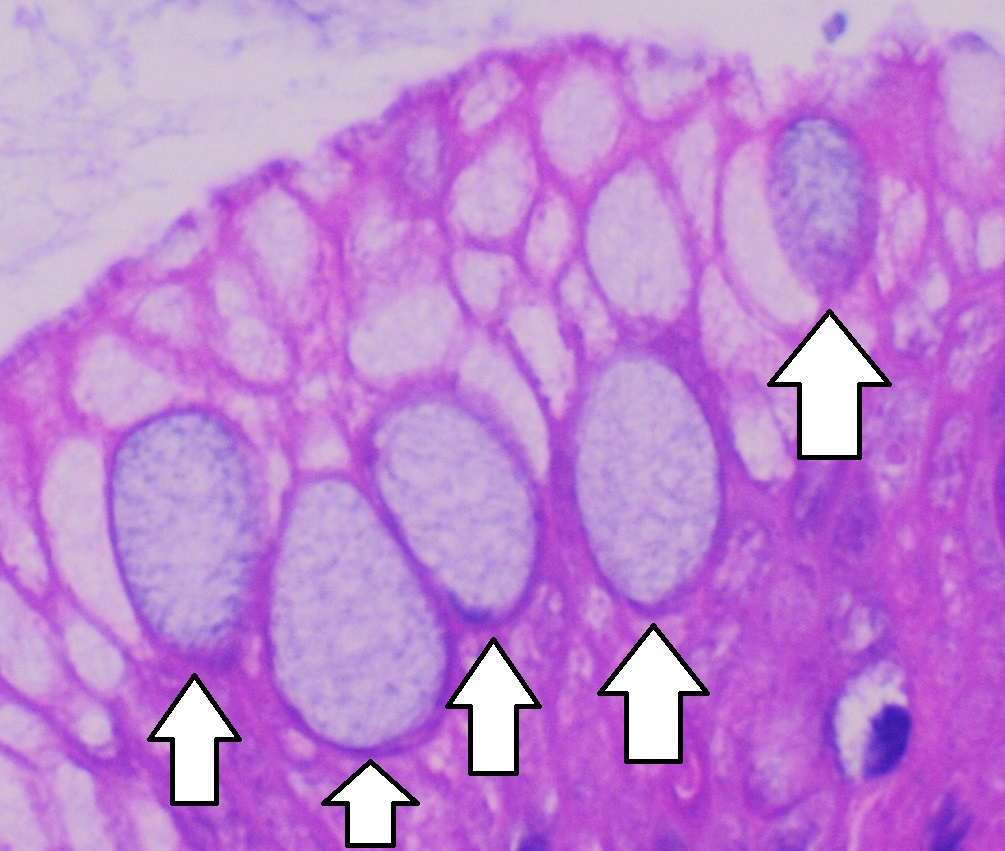
불완전한 장 화생(불완전한 Barrett's esophagus), foveolar cell 과 goblet 세포를 모두 보여주며, 후자는 화살표로 표시되며 일반적으로 H&E 염색에서 foveolar 세포의 정점 세포질과 비교하여 약간 푸르스름한 색상을 가진다.

바렛 식도는 식도가 장 상피로 화생된 상태이며, 배상 세포의 존재로 인한 특징을 가진다.

### 트리트먼트

#### 단일 클론 항체
IL-13에 대한 단일 클론 항체를 투여한 마우스에 대한 연구는 천식 환자에서 배상 세포의 발현 감소를 초래한다. 항-IL-13 단일클론 항체를 사용하는 일부 치료법에는 트랄 로키누맙 및 레브리키주맙이 포함된다. 이러한 치료법은 천식 환자에서 개선을 보여주었지만 항IL-13 단일클론항체의 사용에는 여전히 한계가 있다. Dupilumab은 IL-4와 IL-13의 공유 수용체인 IL4Rα를 표적으로 하는 새로운 약물이다. IL-4와 IL-13은 상호 연관된 생물학적 활성을 가지고 있기 때문에 Dupilumab은 위 두 인터루킨을 모두 표적으로 함으로서 더 효과적인 치료를 할 수 있다.

## 역사
이 세포는 1837년 Henle가 소장의 내벽을 연구할 때 처음으로 기록했으며, 1857년 Leydig(그는 물고기의 표피를 조사하고 있던)에 의해 점액을 생성하는 것이 관찰되었으며, 1867년 Schulze에 의해 이름이 주어졌다. Schulze가 발견할 당시에는 이 세포의 점액 생성 기능이 불확실했기 때문에 기능적 이름보다는 세포의 모양을 설명하는 이름 "배상"을 붙였다.
오늘날 이 세포는 실험실에서 CacoGoblet과 같은 다른 키트로 약물 표적의 장 흡수도를 평가하는 데 사용된다.

## 같이 보기
- 배엽에서 유래된 사람 세포 유형 목록
- 사람 세포 유형 목록